# Microdigital TK 90X
Microdigital TK 90X je brazilská verze počítače Sinclair ZX Spectrum vyráběný společností Microdigital Eletrônica Ltda. Počítač je velmi podobný svému vzoru, má procesor Z80A, gumovou klávesnici, vestavěný jazyk Sinclair BASIC a existuje ve verzích s 16 KiB RAM a se 48 KiB RAM. Sinclair BASIC je rozšířený o dva příkazy: TRACE a UDG. Příkaz UDG umožňuje jednoduše editovat uživatelem definované znaky.
Veškerá chybová hlášení byla přeložena do portugalštiny, nicméně existuje také španělská varianta. U počítače byla opravena rutina obsluhy NMI.
Úpravy v ROM přinesly některé nekompatibility, některé z nich byly odstraněny v nové verzi počítače, počítači TK 95.
Společnost Microdigital přislíbila jako vnější paměťové médium klon ZX Microdrive, ten se ale nikdy nevyráběl.

## Technické informace
- procesor: Z80A, 3,58 MHz,
- paměť RAM: 16 KiB nebo 48 KiB,
- paměť ROM: 16 KiB,
- port pro joystick kompatibilní se ZX Interface 2.